# Université Clark
L'université Clark (en anglais : Clark University) est une université américaine fondée en 1887, située à Worcester au Massachusetts.

## Historique
Le 17 janvier 1887, un homme d'affaires américain proche de Leland Stanford, Jonas Gilman Clark (1815-1900), déposa auprès de la Cour générale du Massachusetts un projet d'université à Worcester, qu'il entendait doter d'un capital d'un million de dollars. L'établissement fut dûment enregistré par le gouverneur de l'état le 31 mars de la même année. L'université ouvrit ses portes le 2 octobre 1889, et devint la première université américaine délivrant un diplôme dans toutes les disciplines scientifiques. Elle disposait de départements de mathématiques, physique, chimie, biologie et psychologie.

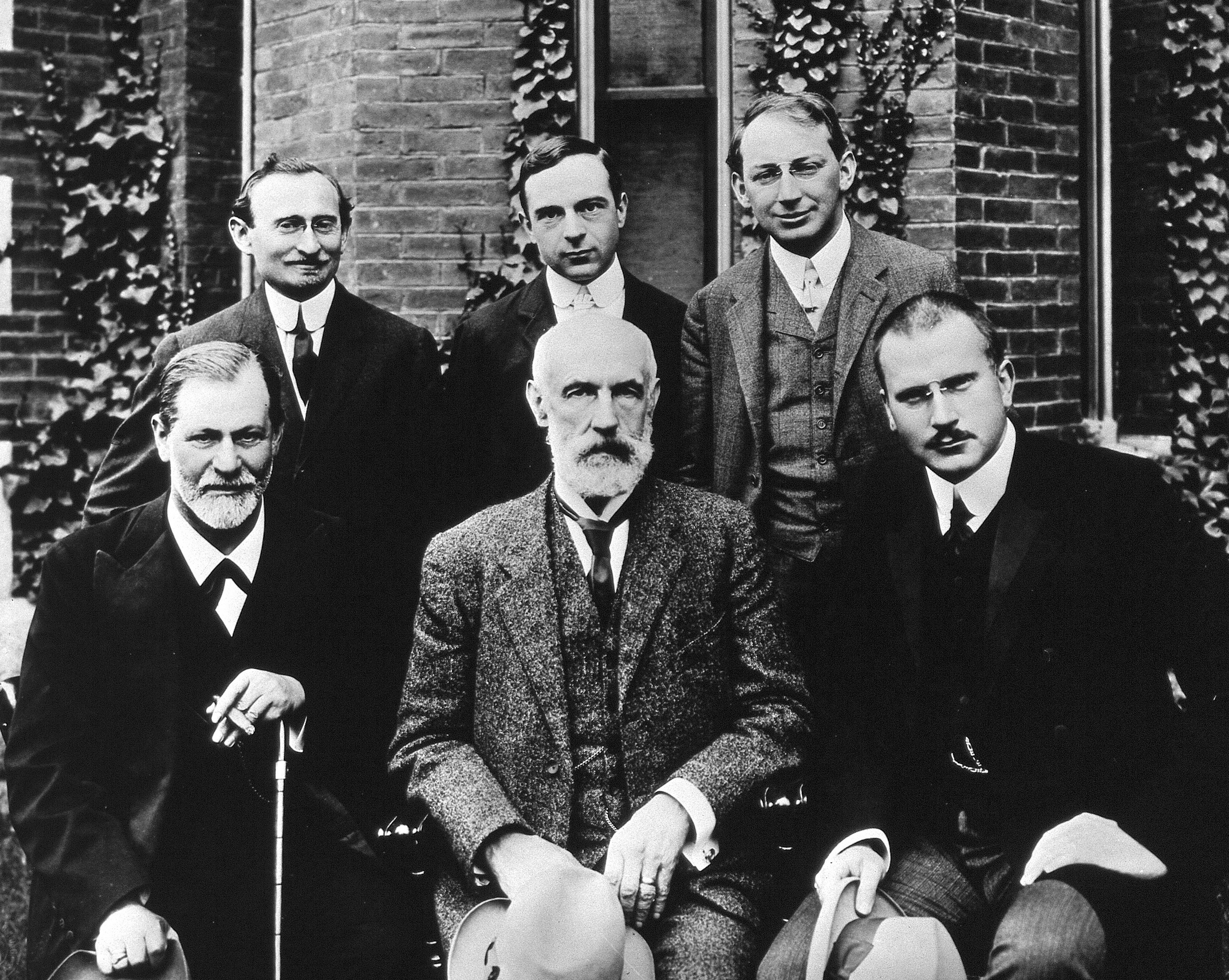
Tournée de conférences de Freud à l'université Clark (1909) ; premier plan : Sigmund Freud, G. Stanley Hall, Carl Jung; deuxième plan : Abraham A. Brill, Ernest Jones, Sándor Ferenczi, en 1909

Son premier président (1888) fut le psychologue G. Stanley Hall, qui avait enseigné jusque-là la psychologie et la pedagogie à l’université Johns Hopkins, établissement qui s'était imposé en quelques années comme le modèle du centre universitaire de recherche. Hall passa 7 mois en Europe pour y recruter des professeurs. Franz Boas, le fondateur de l'école américaine d’ anthropologie culturelle, encadra la première thèse d'anthropologie soutenue à Clark en 1891 ; il a enseigné dans cette université de 1888 à 1892, puis démissionna par suite d'un différend avec Stanley Hall sur la liberté d'enseignement, et trouva un nouveau poste à l'université Columbia. L'ingénieur Albert A. Michelson, qui fut le premier Américain à recevoir le prix Nobel de physique, y enseigna de 1889 à 1892, avant de devenir directeur du département de physique de l’université de Chicago.
Jonas G. Clark mourut en 1900, léguant une partie de son héritage à l'université et à sa bibliothèque, mais réservant la moitié de ses propriétés foncières à la fondation d'un collège préparatoire.

## Personnalités liées à l'université
- Sandra Lawson, femme rabbin
- Charles Olson, professeur
- Henry Ossawa Tanner, professeur de dessin
- Sigmund Freud, pour des conférences données en septembre 1909[7]
- Walter Elmer Ekblaw, professeur, géologue et botaniste, explorateur
- Mona Domosh, géographe et universitaire

## Galerie

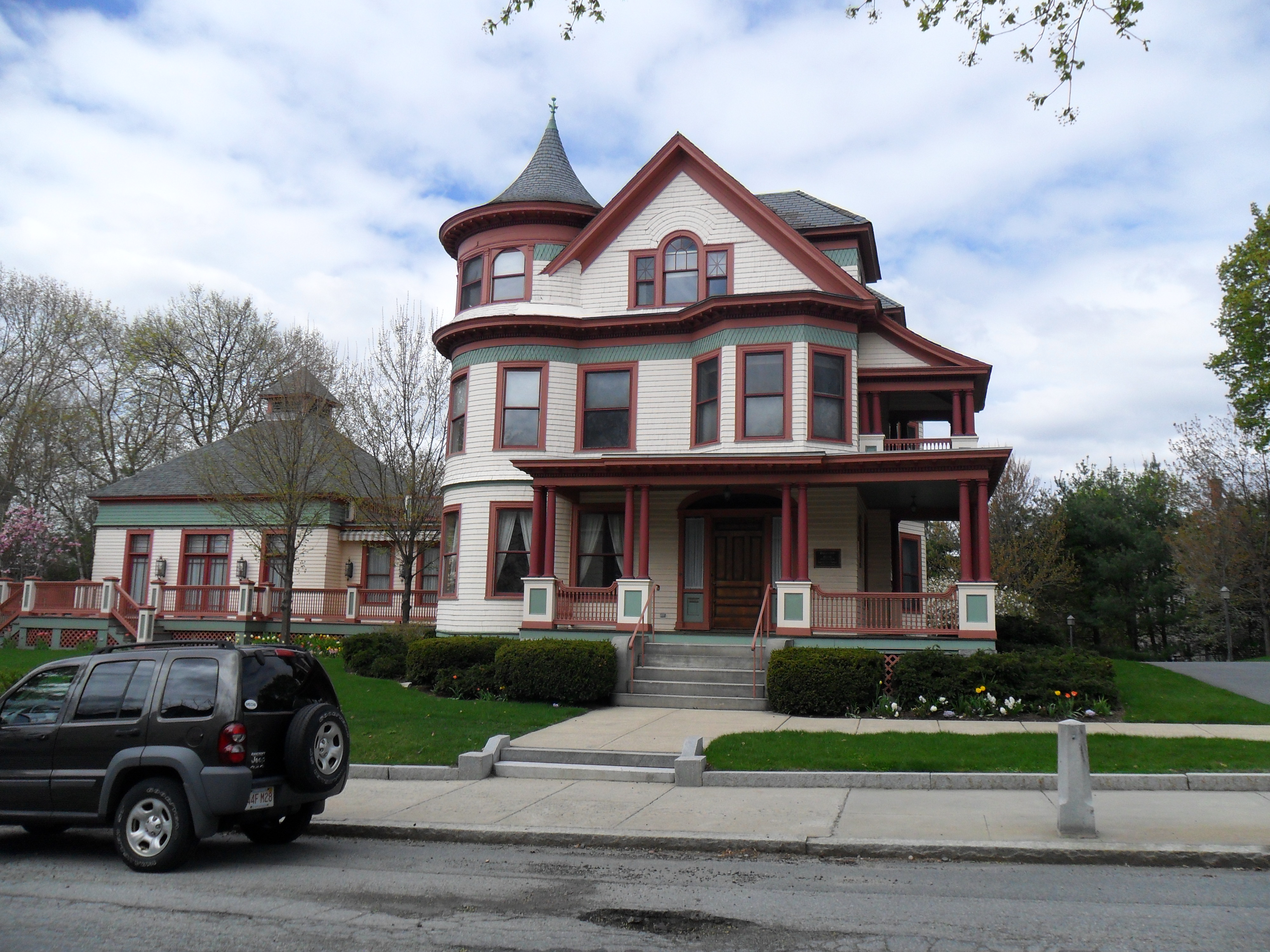
Maison du président.
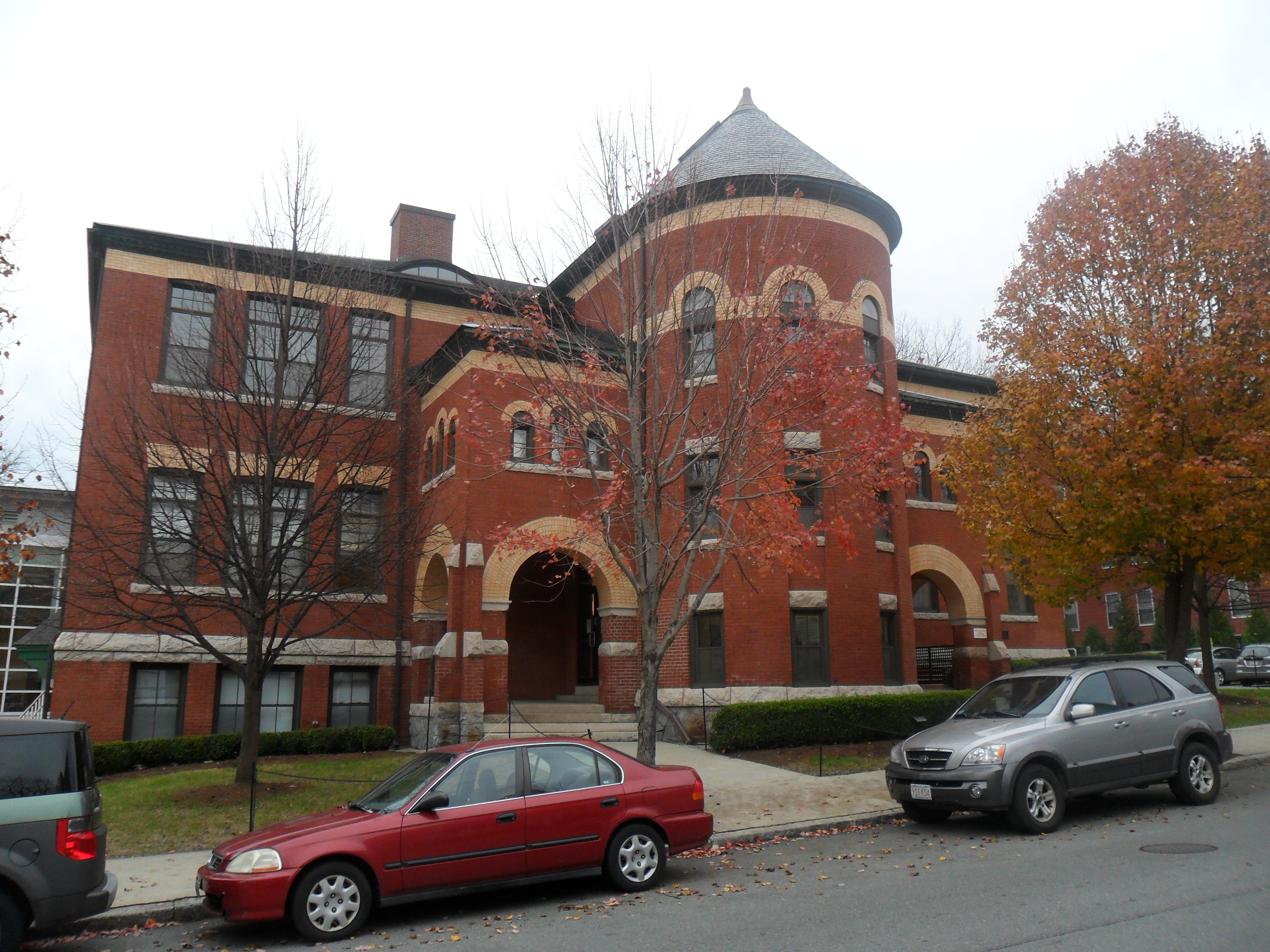
Traina Center for the Arts.
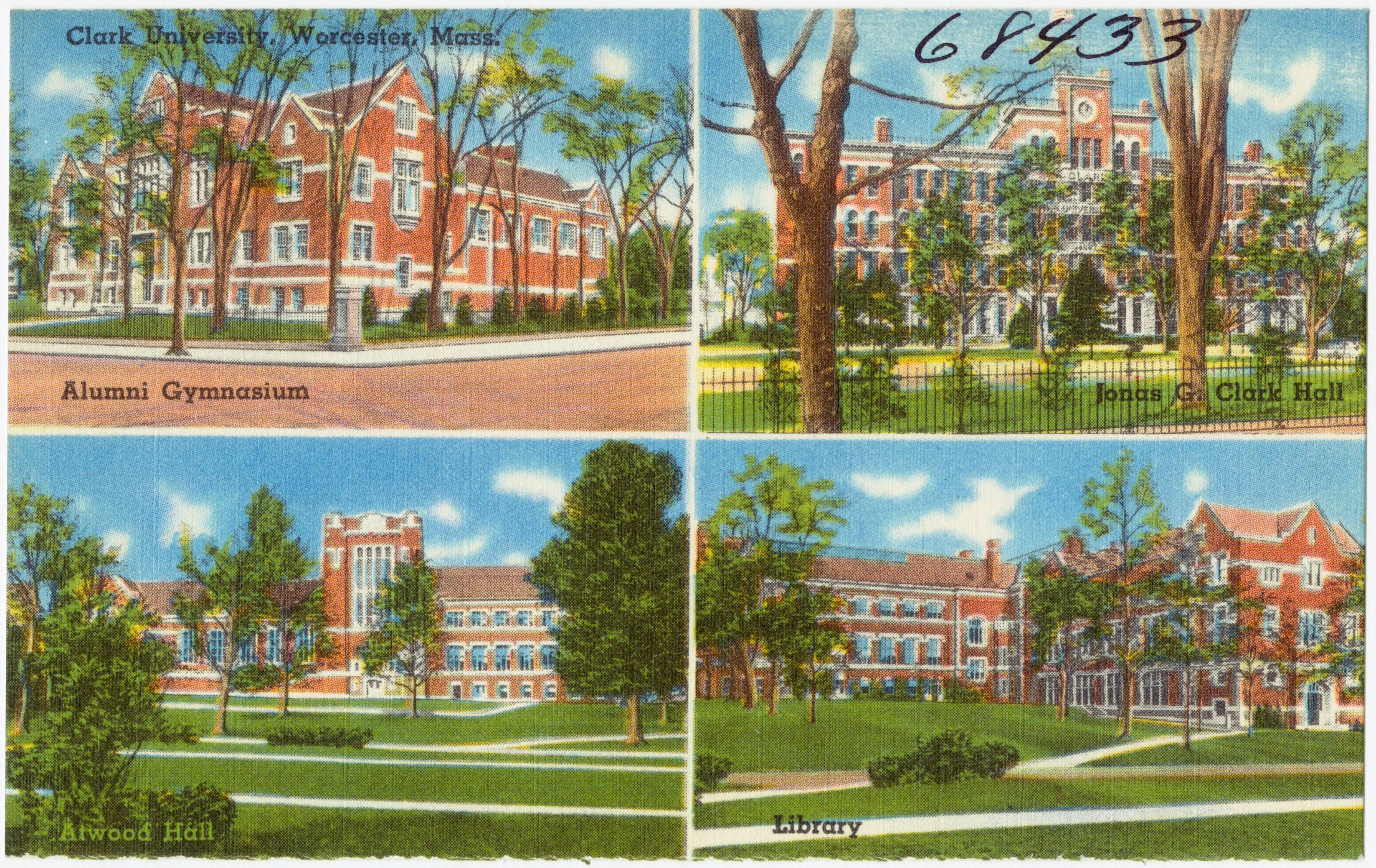
Photos anciennes.